# Ulrich Cubicularius
Ulrich Cubicularius (eigentlich Ulrich Kammerknecht oder Kammer; * um 1520/23 in Bruchsal; † 20. November 1586 in Pfaffenhoffen) war ein deutscher evangelischer Theologe, der in Babenhausen, in Niederungarn (in der heutigen Slowakei) und in der Herrschaft Lichtenberg der Grafschaft Hanau-Lichtenberg (im heutigen Département Bas-Rhin, Frankreich) wirkte.

## Leben

### Studium in Heidelberg
Vdalricus Kammerer Prussellensis dioc. Wormac. (= aus Bruchsal, Wormser Diözese) immatrikulierte sich am 15. Oktober 1538 als Katholik an der – damals noch „altgläubigen“ – Universität Heidelberg. Die Stadt Bruchsal lag in der Diözese Speyer. Ulrich Kammerer gehörte dem Bistum Worms an, obwohl er nicht auf dessen Territorium geboren war, möglicherweise war er Wormser Kleriker. Sein eigener Vater vollzog erst 25 Jahre später den Übertritt von der römisch-katholischen zur evangelischen Kirche. Im Juni 1540 wurde Vldaricus Kamerknecht in Heidelberg Baccalaureus artium.
Franciscus Cammerknecht (Kamerknecht) aus Bruchsal Spirensis diocesis – wohl ein naher Verwandter – erhielt 1555 ein Stipendium an der Heidelberger Burse des Collegiums Dionysianum und war 1557 Stadtschreiber im kurmainzischen Gernsheim.

### Schulmeister in Babenhausen
1542 bis 1544 war Ulrich Kammerknecht Schulmeister in Babenhausen. Der Landesherr Philipp IV. von Hanau-Lichtenberg hatte 1544 im Amt Babenhausen durch den Reformator Erasmus Alber, der nach einem Streit mit dem Grafen im Herbst 1545 von Erasmus Sarcerius abgelöst wurde, die Reformation einführen lassen. Wahrscheinlich im Zusammenhang der Auseinandersetzungen um Alber, der „auch für richtige und christliche Ordnung der Schule in Babenhausen sorgen“ wollte, fühlte sich Ulrich Kammerknecht ungerecht behandelt. Er bat den Grafen um seine Entlassung, immatrikulierte sich 1544 als Huldaricus Kammerknecht Baccalaur[eus] Heid[elbergensis] an der protestantischen Universität Marburg und am 6. Juni 1545 als Vdalricus Cammerknecht Bruchsalensis Sueuus (= aus Bruchsal, ein Schwabe) zum Theologiestudium an der Universität Wittenberg.

### Studium in Wittenberg und Jena
Philipp IV. von Hanau-Lichtenberg schrieb im Mai 1546 an Philipp Melanchthon, dass er dem Schulmeister Kammerknecht, der „noch etliche jar zu studiren und alsdann kirchenverwaltungen anzunehmen gemeint“ sei, angeboten hatte, „ihn drei Jar zu Wittenberg in der Universitet zu erhalten“, wenn dieser sich verpflichten würde, ihm anschließend fünf Jahre lang „um eine billige (= angemessene) Entlohnung als Pfarrer und Prediger“ zu dienen. Melanchthon bat er, in diesem Sinne auf Kammerknecht einzuwirken. Kammerknecht seinerseits fragte Melanchthon gemeinsam mit Sarcerius und dem Hanauer Pfarrer Philipp Neunheller brieflich um Rat, ob er das Angebot des Grafen annehmen solle. Auf Bitten einiger Pfarrer und des hanau-lichtenbergischen Rates Johannes Knebel von Katzenelnbogen wollte er erlittenes Unrecht vergessen. Sein befürwortendes Antwortschreiben an Kammerknecht, das Melanchthon im August 1546 erwähnt, blieb nicht erhalten.
Ulrich Kammerknecht nahm das Stipendium des Grafen Philipp IV. an; möglicherweise diente der Briefwechsel mit Melanchthon vor allem dazu, den Hanauer Grafen nach der Auseinandersetzung um Alber in ein besseres Licht zu setzen. 1547 während des Schmalkaldischen Krieges stockte der Geldtransfer von Babenhausen nach Wittenberg, doch Kammerknecht konnte das Studium 1548/49 an der neu gegründeten Höheren Landesschule Jena abschließen. Er wurde am 13. März 1549 durch Johannes Bugenhagen Pommeranus in Wittenberg ordiniert und von Graf Philipp IV. zum Predigtamt berufen. Kammerknecht benutzte seither vermehrt auch den latinisierten Familiennamen Cubicularius.

### Pfarrer der Freien Bergstadt Schemnitz in Niederungarn
Vom Herbst 1552 bis 1564 (spatio octo annorum integro) war Ulrich Cubicularius evangelischer deutschsprachiger Prediger in der königlichen Freien Bergstadt Schemnitz (heute Banská Štiavnica) im ungarischen Komitat Hont des Habsburgerreiches. Ihm zugeordnet war Johann (Ján) Senensis († nach 1597) als Prediger für die „slavische“ oder „wendische“ (slowakischsprachige)  Gemeinde.
Der Graner Erzbischof Miklós Oláh (Nicolaus Olahus) versuchte 1558, den Klerus in seinem Gebiet auf die Dekrete der zweiten Tagungsperiode (1551–1552) des Konzils von Trient zu verpflichten und Beiträge der Bergstädte zur Finanzierung des Konzils einzutreiben. Als sein Beauftragter legte Archidiakon Johann Deretzky den Pfarrern des Komitates Hont im August 18 Artikel vor, die sie unterschreiben sollten.
Eine Vorladung des Erzbischofs auf den 16. September 1558 nach Kláštor pod Znievom (Znió-Váralja) in Komitat Turz (Turóc) mit Androhung der Exkommunikation wurde vom Schemnitzer Pfarrer ebenso ignoriert wie eine zweite Vorladung vom 17. September an Cubicularius und Johann Senensis mit 5-tägiger Fristsetzung. Auf einer Tagung in Kremnitz (Kremnica) verabschiedete der Ausschuss des Bundes der sieben niederungarischen Bergstädte Dilln (Banská Belá), Libethen (Ľubietová), Kremnitz, Königsberg (Nová Baňa), Neusohl (Banská Bystrica), Pukanz (Pukanec) und Schemnitz am 23. September 1558 eine von Ulrich Kammerknecht ausgearbeitete Bekenntnisschrift. Das Bekenntnis stellt eine erweiterte Fassung der 1548 durch Leonhard Stöckel auf Grundlage der Confessio Augustana ausgearbeiteten oberungarischen Confessio Pentapolitana dar.
Diese sogenannte Confessio Montana oder Confessio Heptapolitana (Glaubensbekenntnis der Sieben Bergstädte) von 1558 wurde am 6. Dezember 1559 auf einer Synode in Schemnitz von allen Pfarrern unterschrieben und anschließend Kaiser Ferdinand I. und dem Graner Erzbischof Oláh vorgelegt. 1577 und 1580 wurde die Confessio Heptapolitana erneut von Synoden bekräftigt.
Am 4. Mai 1560 wurden Ulrich Cubicularius, Johann Senensis sowie die Kapläne Bernhard Illés († 1583) und Abraham Sturm († nach 1568), die an der Diözesan-Synode von Tyrnau (Trnava) am 26. April 1560 nicht teilgenommen hatten, von Erzbischof Miklós Oláh und Weihbischof Andreas Dudith, Titularpropst von Felhévíz (bei Óbuda), durch ein Schreiben an den Schemnitzer Stadtrat bei Androhung von Exkommunikation und Interdikt vorgeladen. Cubicularius verließ Schemnitz am 6. Mai und reiste in das Ausland („Elend“) nach Olmütz in Mähren ins Exilium. Richter und Rat der Stadt schrieben am 22. Juli 1560 an König Ferdinand I., dass sie den Pfarrer nach einem Befehl des Erzbischofs Oláh aus Furcht vor Unruhen „heimlich und still haben abfertigen müssen“. Bereits am 24. August 1560 benachrichtigte man Cubicularius, dass er zurückkehren könne.
Als der Rektor des Schemnitzer Gymnasiums Johann Hensel († 1580), der 1560 Ratsherr war, wegen Ehebruch (Schwängerung seiner Dienstmagd) vom Magistrat zum Tode verurteilt worden war, wurde er 1563 nach Fürbitte des Ulricus Cubicularius zur Landesverweisung begnadigt.
Philipp IV. von Hanau-Lichtenberg wollte 1564 seinen Pfarrer nach 12 Jahren aus Ungarn zurückrufen. Maximilian II. unterstützte die Bitte der Schemnitzer Bürger, die sich mit der Bitte um Vermittlung an ihn gewandt hatten, „Vlrich Khamerkhnecht“ länger bei ihnen zu lassen. Der König schrieb am 3. Mai 1564 an Philipp IV., dass die Stadt Schemnitz, „als welche gar an den Erbveindt gesessen, dergleichen taugliche guette Leutt nit allbeg beckhomen khunde“. Aber Cubicularius wollte dem Rückruf am Ende des Dienstjahres Folge leisten und auch seinen „lieben alten und betagten“ Vater noch einmal wiedersehen. Schon am 6. April 1564 wurde Ambrosius Stübner († 1564), ein gebürtiger Schemnitzer, aus Danzig von Richter und Rat der Stadt als Nachfolger Cubicularius’ berufen, der Schemnitz am 3. Juli 1564 verließ. Stübner konnte allerdings dem Ruf keine Folge mehr leisten, da er schon kurz darauf verstarb.
Weil Ulrich Cubicularius gute Zeugnisse (Kundschaftsbriefe) vorweisen konnte, erhielt er als Exulant aus Ungarn am 25. September 1564 in Stuttgart eine Unterstützung von 4 Gulden aus dem württembergischen „Gemeinen Kirchenkasten“. Eine Bitte der Stadt Schemnitz zurückzukehren lehnte er am 12. April 1566 ab.

### Superintendent zu Pfaffenhoffen in der Herrschaft Lichtenberg
Seit dem 29. September (Michaelis) 1565 war Ulrich Cubicularius Pfarrer und Superintendent zu Pfaffenhoffen im Elsass. Der bisherige Superintendent Theobald Groscher († 1568) in Buchsweiler (Bouxwiller) fühlte sich „Leibsblödigkeit halber“ den Anforderungen des Amtes bei den Visitationen nicht mehr gewachsen.
Cubicularius entwarf 1566 eine Visitations- und Synodalordnung, die als zehnter und elfter Abschnitt in die Kirchenordnung für die Grafschaft Hanau-Lichtenberg von 1573 übernommen wurde. Anfang 1571 schickten die Straßburger die Pfarrer Matthäus Nägelin (1522–1587) und Johannes Thomas († 1593) zu Cubicularius, um in ihrem Auftrag mit ihm zu konferieren. Im Juni 1571 nahm Cubicularius – selbst ein Lutheraner – mit einem Bestallungs-Patent seines Grafen als Beobachter an dem vom Kurfürsten Friedrich III. von der Pfalz initiierten Frankenthaler Religionsgespräch zwischen Reformierten und Täufern teil. Cubicularius hielt die Grabrede für Johannes Fleischbein (Sarcoßerius) d. J. († 1571), den Sekretär der hanau-lichtenbergischen Kanzlei in Buchsweiler, einen Sohn des hanau-lichtenbergischen Rats Johannes Fleischbein d. Ä. († 1566) aus Babenhausen. Im September 1571 wurde Cubicularius „aus Leibesschwachheit die Supintendur gnediglich erlassen“, sein Nachfolger wurde Ludwig Brachypodius († 1596)
Der Straßburger Bischof Johann IV. von Manderscheid-Blankenheim, der selbst in seinem Gebiet die katholische Gegenreformation unterstützte, ließ den lutherischen Pfarrer und früheren Superintendenten Ulrich Cubicularius im August 1572 aus Pfaffenhoffen in seine Residenzstadt Saverne (Zabern) kommen, um seiner sterbenden Mutter Margarethe von Wied-Runkel den Wunsch zu erfüllen, das Abendmahl sub utraque specie zu empfangen.
Auf Bitte von Graf Philipp Ludwig I. von Hanau-Münzenberg führte „Superintendent“ Cubicularius im Frühjahr 1577 eine Kirchen- und Schulvisitation in der Grafschaft Hanau-Münzenberg durch. Cubicularius unterschrieb am 14. Oktober 1577 zusammen mit 65 hanau-lichtenbergischen Pfarrern die Konkordienformel.
Eine von Ulrich Cubicularius verfasste Paraphrase des Psalm 22 wurde 1590 postum von dem Straßburger Vikarius und Diakonus Paul Crusius (1557–1609) herausgegeben. „Vdalricus Cubicularius“ stand 1619 auf dem Index Librorum Prohibitorum (Spanische Ausgabe) in der 1. Klasse häretischer Schriftsteller.

### Familie
Ulrich Cubicularius heiratete (zwischen 1552 und 1558) in Niederungarn in erster Ehe Barbara Heckl († 1558/64), Tochter von „Burgkapitän“ (wohl = Bergkapitän), Ratsherr und Richter Balthasar Heckel (Heggl) († nach 1536) aus Neusohl. Von ihren fünf Kindern lebten 1564 noch zwei: Laurentius und Margaretha. Margaretha Kammer (Kammerknecht) (* 1553/63; nach 1579) heiratete 1579 in Pfaffenhoffen Lorenz Schreyer von Marienberg, Schulmeister zu Brumath. In Brumath war 1570 mit dem Übergang von Zweibrücken-Bitsch an Hanau-Lichtenberg die Reformation eingeführt worden.
Im Elsass heiratete Ulrich Cubicularius ein weiteres Mal (zwischen 1565 und 1573). Jörg Kammer (Georg Kammerknecht; Cubicularius) (≈ 13. Januar 1574; † um 1599), ein Sohn von Ulrich Kammer  (Cubicularius), gewesenem Pfarrer zu Pfaffenhoffen, heiratete am 12. Juli 1597 Anna Metzger (1575–1622) aus Buchsweiler, Tochter von † Claus Metzger (* um 1555; † 1587) und Agatha NN. Auch die Tochter Elisabeth (≈ 16. Januar 1576) wurde in Pfaffenhoffen geboren.
Johann Jakob Kämmerer (1754–1798) dagegen, der 1791 „konstitutioneller“ bischöflicher Vikar und Pfarrverweser in Buchsweiler im revolutionären Frankreich wurde, stammte aus dem kurpfälzischen Mörzheim, hatte 1774–1780 in Heidelberg Katholische Theologie studiert und war nicht mit Ulrich Cubicularius verwandt.

## Werke
- (Handschrift) Confessio Montanarum Civitatum in Synnodo Schemniciensi ab omnibus eorundum V. D. Ministris an. 1559 die 6. Decemb. subscripta, Ferdinando I. Imp. ac Archiepiscopo Strigoniensi Nicolas Olaho exhibita.[52]
  - Confessio Ecclesiarvm Montanarvm Ciuitatu[m], Schemnitij ab omnibus earum Ministris habita Anno M. D. LIX. die VI. Mensis Decembris. Christoph Scholz, Neusohl (1570?) 1578
  - Zoltán Csepregi (Bearb.): Synopsis trium confessionum evangelicarum in Hungaria septemtrionali – Pentapolitanae, Heptapolitanae et Scepusianae – (lateinisch / deutsch / ungarisch). Budapest 2003 (PDF der Evangelisch-lutherischen Kirche in Ungarn)
- X. Von der Visitacion und XI. Von den Synoden oder Capiteln der Pfarherrn. In: Kirchenordnung, wie es mit der Lehr und Ceremonien in der Graffschafft Hanaw und Herrschafft Lichtenberg sol gehalten werden. Müller, Straßburg 1573, S. 60–72 (Digitalisat der Universität Greifswald)
- Visitationsausschreiben 1. März 1577.[53] In: Sabine Arend (Bearb.): Die Grafschaften Nassau, Hanau-Münzenberg und Ysenburg. (Die evangelischen Kirchenordnungen des XVI. Jahrhunderts 10. Hessen 3). Mohr Siebeck, Tübingen 2012, S. 396f (Digitalisat der Heidelberger Akademie der Wissenschaften)
- Cerva matutina. Hoc est psalmi XXII. „Deus Deus meus“, etc. paraphrasis,… authore D. Ulrico Cubiculario,… Opera & studio M. Pauli Crusii,… edita … Anton Bertram, Straßburg 1590[54]